# François Quirouet
François Quirouet (28 février 1776 – 27 septembre 1844) fut un marchand et homme politique fédéral du Bas-Canada.

## Biographie
Il est né Pierre-François Quirouet à Québec en 1776. Il a servi dans la milice, devenant plus tard le lieutenant-colonel. Il était un petit commerçant et a également obtenu une licence comme un commissaire-priseur. Avec son frère Olivier et Martin Chinic, il exploitait une entreprise importatrice. Quirouet a également été membre de la société de bienfaisance de Québec, agissant comme son président pendant plusieurs années. Il a été directeur de la Banque de Montréal à Québec et plus tard vice-président de la Banque d'épargne de Québec. Il était un juge de paix et a été président de la société québécoise d'incendie. Quirouet fut élu à l'Assemblée législative du Bas-Canada dans Orléans en avril 1820 et jusqu'en 1833, quand il fut nommé dans le Conseil législatif du Bas-Canada. Il s'oppose à l'union proposée du Haut-Canada et du Bas-Canada en 1822. Il a soutenu Louis-Joseph Papineau dans l'Assemblée, mais s'est opposé à des requêtes introduites qui critiquait l'utilité du Conseil législatif et n'a pas soutenu la rébellion armée qui a suivi. Sa nièce épousa Charles Drolet en 1830; en 1838, il fait arrêté Drolet par la milice lorsque Drolet s'est arrêté à sa maison sur son chemin vers les États-Unis.
Quirouet meurt à Saint-Gervais en 1844.

## Liens
- Ressource relative à la vie publique :   - Assemblée nationale du Québec
- Notice dans un dictionnaire ou une encyclopédie généraliste :   - Dictionnaire biographique du Canada
- Notices d'autorité :   - VIAF